# كلارا سيرا
كلارا سيرا (مواليد 1982) سياسية إسبانية ومؤلفة نسوية. كانت عضوًا في جمعية مدريد بين عامي 2015 و2019 خلال الفترتين العاشرة والحادية عشرة للهيئة التشريعية الإقليمية.

## السيرة الشخصية
ولدت في 13 سبتمبر 1982 في مدريد. والدها فرناندو سيرا يساري سابق تحول إلى ليبرالي وكاتب في الحرية الرقمية. تخرجت في الفلسفة في جامعة كومبلوتنس بمدريد. عملت كمدرسة فلسفة في المدرسة الثانوية لمدة ست سنوات. دخلت السياسة مع إنشاء حزب بوديموس.
ترشحت كمرشحة لقائمة بوديموس للانتخابات الإقليمية المدريدية لعام 2015، وأصبحت عضوًا في الدورة العاشرة للهيئة التشريعية الإقليمية. كما أصبحت أختها الصغرى إيزابيل سيرا عضوًا في الجمعية في مجموعة بوديموس البرلمانية.
بعد استقالة لورينا رويز هويرتا من منصب المتحدثة باسم مجموعة بوديموس البرلمانية في الجمعية، تم انتخاب سيرا ضمن أعضاء المجموعة البرلمانية لتحل محل رويز هويرتا.
خاضت سيرا المركز الثاني في قائمة ماس مدريد في الانتخابات الإقليمية المدريدية في مايو 2019، وجددت مقعدها في المجلس التشريعي الإقليمي. بعد العرض التقديمي في سبتمبر 2019 لمشروع ماس بايس على مستوى البلاد للانتخابات العامة في 10 نوفمبر 2019، أبلغت عن تنازلها عن مقعدها في جمعية مدريد في 7 أكتوبر 2019 في خلاف مع الطريقة التي تعمل بها الجمعية.

## أعمالها
- (2018): اللبوات والثعالب: الاستراتيجيات السياسية النسوية.
- (2019): كتيب الأشعة فوق البنفسجية: النسوية للنظر إلى العالم.